# París-Niça 1989
La París-Niça 1989 fou la 47a edició de la París-Niça. Aquesta cursa ciclista que es va disputar entre el 5 i el 12 de març de 1989. La cursa fou guanyada per l'espanyol Miguel Indurain de l'equip Reynolds per davant de Stephen Roche (Fagor-MBK) i Marc Madiot (Toshiba). Julio César Cadena guanyà la classificació de la muntanya.

## Participants
En aquesta edició de la París-Niça hi prengueren part 129 corredors dividits en 17 equips: Toshiba, Ariostea, Panasonic-Isostar, Fagor-MBK, Domex-Weinmann, Histor-Sigma, R.M.O., Reynolds, Teka, Super U-Raleigh-Fiat, Café de Colombia-Mavic, B.H. Sport, Lotto, Carrera Jeans-Vagabond, Exbud, Z-Peugeot i ADR-W-Cup-Bottecchia- Coors Light. La prova l'acabaren 76 corredors.

## Resultats de les etapes
| Etapes              | Data       | Recorregut                          | Km     | Vencedor d'etapa   | Líder de la general |
| ------------------- | ---------- | ----------------------------------- | ------ | ------------------ | ------------------- |
| Pròleg              | 5 de març  | París (CRI)                         | 5.3 km | Thierry Marie      | Thierry Marie       |
| 1a etapa            | 6 de març  | Gien - Moulins-sur-Allier           | 167 km | Etienne de Wilde   | Thierry Marie       |
| 2a etapa            | 7 de març  | Moulins-sur-Allier - Saint-Étienne  | 207 km | Etienne de Wilde   | Etienne de Wilde    |
| 3a etapa            | 8 de març  | Vergèze - Vergèze (CRE)             | 58 km  | Toshiba            | Laurent Bezault     |
| 4a etapa            | 9 de març  | Vergèze - Mont Faron                | 203 km | Bruno Cornillet    | Marc Madiot         |
| 5a etapa            | 10 de març | Toló - Saint-Tropez                 | 178 km | Gérard Rué         | Miguel Indurain     |
| 6a etapa            | 11 de març | Saint-Tropez - Mandelieu-la-Napoule | 190 km | Adrie van der Poel | Miguel Indurain     |
| 7a etapa, 1r sector | 12 de març | Mandelieu-la-Napoule - Niça         | 101 km | Adriano Baffi      | Miguel Indurain     |
| 7a etapa, 2n sector | 12 de març | Niça - Coll d'Èze (CRI)             | 10 km  | Stephen Roche      | Miguel Indurain     |

## Etapes

### Pròleg
5-03-1989. París, 5.3 km. CRI
|   | Ciclista        | Equip                | Temps  |
| - | --------------- | -------------------- | ------ |
| 1 | Thierry Marie   | Super U-Raleigh-Fiat | 6' 47" |
| 2 | Miguel Indurain | Reynolds             | + 1"   |
| 3 | Laurent Fignon  | Super U-Raleigh-Fiat | + 2"   |

### 1a etapa
6-03-1989. Gien - Moulins-sur-Allier, 167 km.
|   | Ciclista           | Equip                            | Temps      |
| - | ------------------ | -------------------------------- | ---------- |
| 1 | Etienne de Wilde   | Histor-Sigma                     | 4h 24' 08" |
| 2 | Eddy Planckaert    | ADR-W-Cup-Bottecchia-Coors Light | m. t.      |
| 3 | Adrie van der Poel | Domex-Weinmann                   | m. t.      |

### 2a etapa
7-03-1989. Moulins-sur-Allier - Saint-Étienne 207 km.
|   | Ciclista         | Equip        | Temps      |
| - | ---------------- | ------------ | ---------- |
| 1 | Etienne de Wilde | Histor-Sigma | 5h 40' 26" |
| 2 | Adriano Baffi    | Ariostea     | m. t.      |
| 3 | Andreas Kappes   | Toshiba      | m. t.      |

### 3a etapa
8-03-1989. Vergèze - Vergèze 58 km. (CRE)
|   | Equip             | Temps      |
| - | ----------------- | ---------- |
| 1 | Toshiba           | 1h 13' 43" |
| 2 | Ariostea          | + 41"      |
| 3 | Panasonic-Isostar | + 1' 07"   |

### 4a etapa
9-03-1989. Vergèze - Mont Faron, 203 km.
|   | Ciclista        | Equip        | Temps      |
| - | --------------- | ------------ | ---------- |
| 1 | Bruno Cornillet | Z-Peugeot    | 5h 21' 04" |
| 2 | Miguel Indurain | Reynolds     | m. t.      |
| 3 | Luc Roosen      | Histor-Sigma | + 9"       |

### 5a etapa
10-03-1989. Toló - Saint-Tropez, 178 km.
|   | Ciclista         | Equip                | Temps      |
| - | ---------------- | -------------------- | ---------- |
| 1 | Gérard Rué       | Super U-Raleigh-Fiat | 4h 20' 53" |
| 2 | Miguel Indurain  | Reynolds             | + 1"       |
| 3 | Etienne de Wilde | Histor-Sigma         | + 1' 03"   |

### 6a etapa
11-03-1989. Saint-Tropez - Mandelieu-la-Napoule, 190 km.
|   | Ciclista            | Equip                | Temps      |
| - | ------------------- | -------------------- | ---------- |
| 1 | Adrie van der Poel  | Domex-Weinmann       | 5h 05' 55" |
| 2 | Andreas Kappes      | Toshiba              | m. t.      |
| 3 | Christophe Lavainne | Super U-Raleigh-Fiat | m. t.      |

### 7a etapa, 1r sector
12-03-1989. Mandelieu-la-Napoule - Niça, 101 km.
|   | Ciclista           | Equip          | Temps      |
| - | ------------------ | -------------- | ---------- |
| 1 | Adriano Baffi      | Ariostea       | 2h 31' 46" |
| 2 | Malcolm Elliott    | Teka           | m. t.      |
| 3 | Adrie van der Poel | Domex-Weinmann | m. t.      |

### 7a etapa, 2n sector
12-03-1989. Niça - Coll d'Èze, 10 km. CRI
|   | Ciclista        | Equip     | Temps   |
| - | --------------- | --------- | ------- |
| 1 | Stephen Roche   | Fagor-MBK | 19' 52" |
| 2 | Miguel Indurain | Reynolds  | + 32"   |
| 3 | Julián Gorospe  | Reynolds  | + 51"   |

## Classificacions finals

### Classificació general
|    | Ciclista               | Equip                  | Temps       |
| -- | ---------------------- | ---------------------- | ----------- |
| 1  | Miguel Indurain        | Reynolds               | 28h 09' 05" |
| 2  | Stephen Roche          | Fagor-MBK              | + 13"       |
| 3  | Marc Madiot            | Toshiba                | + 1' 33"    |
| 4  | Peter Winnen           | Panasonic-Isostar      | + 1' 56"    |
| 5  | Gérard Rué             | Super U-Raleigh-Fiat   | + 2' 25"    |
| 6  | Jean-Claude Colotti    | R.M.O.                 | + 2' 26"    |
| 7  | Giuseppe Petito        | Ariostea               | m. t.       |
| 8  | Eric Caritoux          | R.M.O.                 | + 2' 35"    |
| 9  | Luc Roosen             | Histor-Sigma           | + 2' 55"    |
| 10 | Martín Ramírez Ramírez | Café de Colombia-Mavic | + 3' 02"    |

## Evolució de les classificacions
| Etapa (Vencedor)                    | Classificació general |
| ----------------------------------- | --------------------- |
| 0Pròleg (Thierry Marie)             | Thierry Marie         |
| 0Etapa 1 (Etienne de Wilde)         | Thierry Marie         |
| 0Etapa 2 (Etienne de Wilde)         | Etienne de Wilde      |
| 0Etapa 3 (Toshiba)                  | Laurent Bezault       |
| 0Etapa 4 (Bruno Cornillet)          | Marc Madiot           |
| 0Etapa 5 (Gérard Rué)               | Miguel Indurain       |
| 0Etapa 6 (Adrie van der Poel)       | Miguel Indurain       |
| 0Etapa 7, 1r sector (Adriano Baffi) | Miguel Indurain       |
| 0Etapa 7, 2n sector (Stephen Roche) | Miguel Indurain       |